# Poua del Molí Nou (Castellterçol)
La Poua del Molí Nou és una poua, o pou de glaç, del terme municipal de Castellterçol, al Moianès.
Està situada en el sector nord-est del terme, a prop del límit amb Castellcir. És a prop i a migdia del Molí Nou, a l'esquerra de la Riera de Fontscalents i al nord-est de Cal Murri, al nord de la Baga Fosca i al sud-oest de la Font de la Vinyota.